# 玉溪镇 (道真县)
玉溪镇，是中华人民共和国贵州省遵义市道真仡佬族苗族自治县下辖的一个乡镇级行政单位。
2016年1月14日，贵州省人民政府批复同意道真自治县部分乡镇行政区划调整，从玉溪镇中析置尹珍街道。析置后的玉溪镇辖巴渔村、池村村、蟠溪村、大路村、淞江村、城关村、五八村和大磏镇土城坝村，镇人民政府驻巴渔村。

## 行政区划
玉溪镇下辖以下地区：
城关村、巴渔村、池村、淞江村、大路村、蟠溪村、五八村和土城坝村。